# Municipio I
Das Municipio I ist der erste Bezirk der Hauptstadt Rom.
Mit der Resolution Nr. 11 vom 11. März 2013 wurden die beiden ehemaligen Municipi Roma I und  Roma XVII vereinigt.

## Kultur und Sehenswürdigkeiten

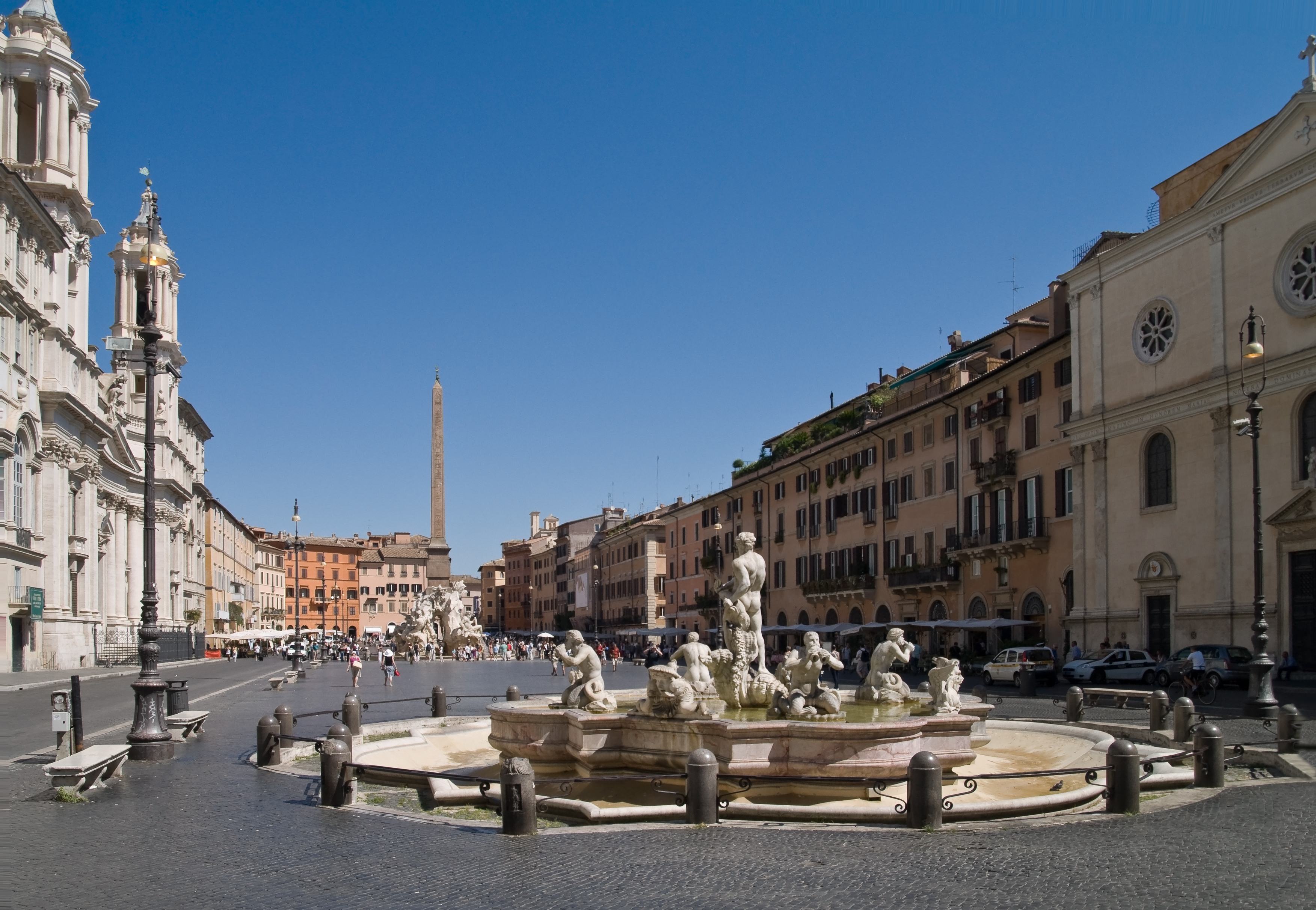
Piazza Navona im Stadtteil Parione

Zahlreiche Sehenswürdigkeiten des historischen Rom liegen im Municipio I, darunter das Pantheon, die Piazza Navona und der Campo de’ Fiori.

### Bibliotheken
- Enzo Tortora, an der via Zabaglia
- Rispoli, an der piazza Grazioli
- Giordano Bruno, an der via Giordano Bruno
- Centrale Ragazzi, an der via San Paolo alla Regola
- Romana Sarti, an der piazza dell’Accademia di San Luca
- Casa della Memoria e della Storia, an der via San Francesco di Sales
- Casa delle Traduzioni, an der via degli Avignonesi
- Biblioteca della Scuola popolare di musica Testaccio, an der piazza Orazio Giustiniani

### Museen
Im Municipio I sind 103 Museen (darunter 70 kommunale und 33 staatliche), wie das Monumento a Vittorio Emanuele II, die Kapitolinischen Museen, der Quirinalspalast und der Palazzo delle Esposizioni.

### Historische Einteilung

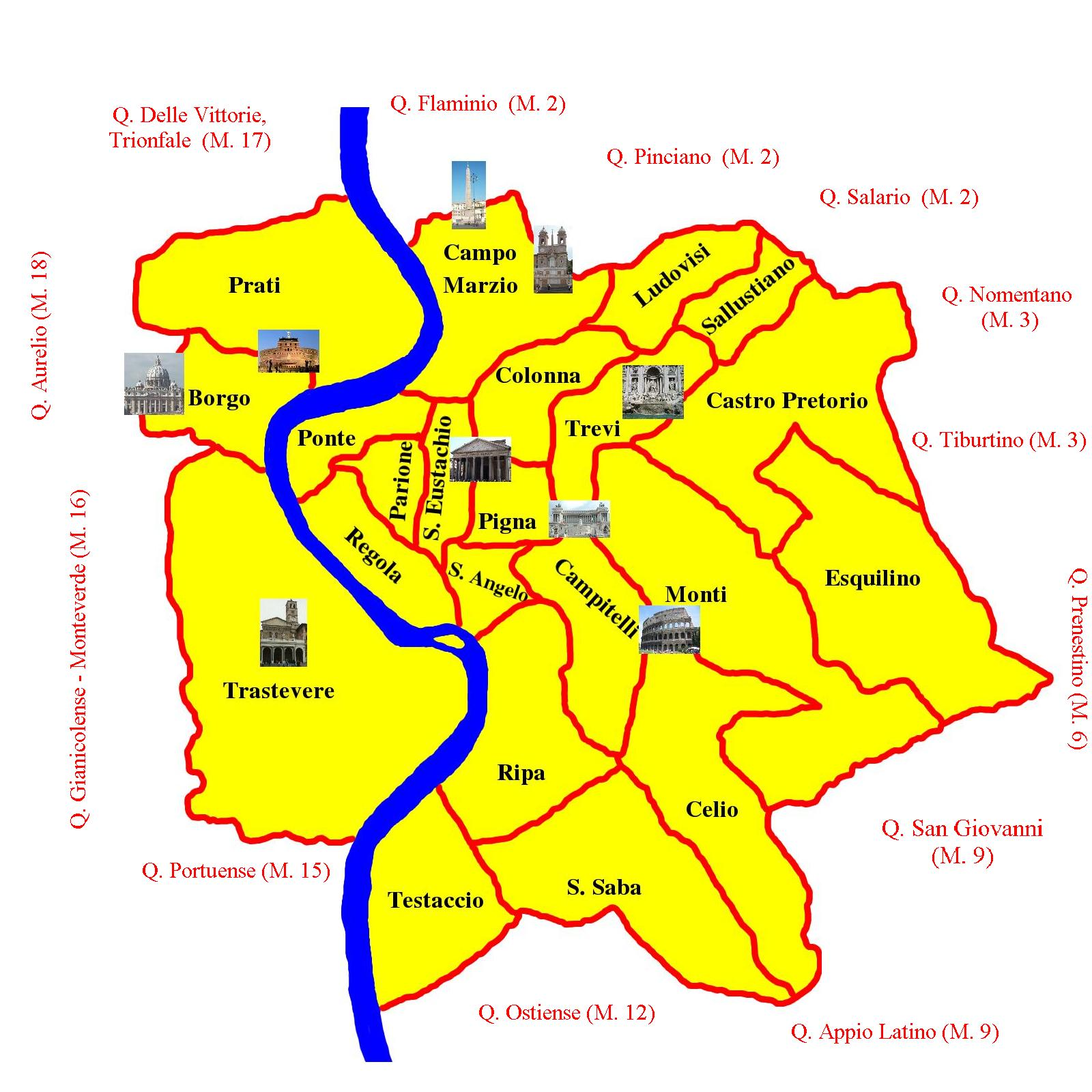
Karte der römischen Innenstadt

Das Gebiet des Municipio umfasst alle 22 Rioni der Stadt Rom außer dem Teil des Rione Castro Pretorio, welcher zum Municipio Roma II gehört, und Teile der Quartieri Ostiense, Ardeatino, Trionfale und Della Vittoria.

### Administrative Einteilung
Das Municipio umfasst acht Zone Urbanistiche des ehemaligen Municipio Roma I und drei des Municipio Roma XVII.
| 1A               | Centro Storico    | 33.336  |
| 1B               | Trastevere        | 19.501  |
| 1C               | Aventino          | 8.314   |
| 1D               | Testaccio         | 8.140   |
| 1E               | Esquilino         | 36.935  |
| 1F               | XX Settembre      | 9.131   |
| 1G               | Celio             | 4.040   |
| 1X               | Zona archeologica | 755     |
| 17A              | Prati             | 18.220  |
| 17B              | Della Vittoria    | 26.350  |
| 17C              | Eroi              | 19.948  |
| Nicht zuordenbar | Nicht zuordenbar  | 762     |
| Insgesamt        | Insgesamt         | 185.432 |

## Präsident
| Wahlperiode | Präsident       | Partei              |
| ----------- | --------------- | ------------------- |
| seit 2013   | Sabrina Alfonsi | Partito Democratico |